# Kórah
Kórah, (jelentése: kopasz, tarfejű, illetve jégeső, hideg), több bibliai alak neve az Ószövetségből. Ezek:
1. Ézsau fia (1Móz 36,5.14.18; 1Krón 1,35)
2. Elifáz fia (1Krón 2,43)
3. Hebron fia (1Krón 2,43)
4. Jichár fia, aki Mózes ellen a pusztai vándorlás során fellázadt (2Móz 6,21.24; 1Krón 6,37). A 4Móz 16,1 „Kóré"-nak nevezi.
5. Lévita, akitől a korahiták származtak (4Móz 26.58; 1Krón 6,22; 9,19)